# Pentacalia asplundii
Pentacalia asplundii là một loài thực vật có hoa trong họ Cúc. Loài này được (Cabrera) Cuatrec. mô tả khoa học đầu tiên năm 1981.